# お坊っチャマにはわかるまい!
『お坊っチャマにはわかるまい!』（おぼっちゃまにはわかるまい）はTBS系列(テレビ山口を除く）で1986年4月15日～7月22日に放送されたとんねるず主演のテレビドラマ。
放送時間は毎週火曜日 21:00 - 21:54（JST）。

## ストーリー・概要
高卒の主人公が持ち前の明るさで社会に立ち向かうと言う青春ドラマが骨格だが、4年前の1982年に放送された「刑事ヨロシク」のようなアドリブ満載のシーンも多い。ドラマの展開を無視してミニコントをしたり、スタッフが映り込んだり、注意書きが出たりなどのハチャメチャな展開もあったが、視聴率は伸びなかった。最終回最後のシーンはとんねるずの二人によるキスシーンであった。
第6話「ムチャだ! 生放送で時代劇なんて勝手にしてチョンマゲ!」は緑山スタジオから生放送ドラマ形式で放送されたが、クライマックスのたけし城でのチャンバラシーンになる前に、出演者がマイクロバスに乗り付けて登場したが、とんねるずが降りてきたと同時に一部ファンが駆け寄り大混乱になってしまい、このチャンバラシーンと細川俊之演じる遠山の金さんのパロディ続行が不可能になったが、スタジオに戻り急遽時間が空いたためにディレクターの「ここを使って再現シーンやってみようか」の提案を受け再現された。当日、緑山スタジオには約15000人が集まり、スタッフから警備が50人しかいなかったと番組中に木梨憲武は話した。地上波で行われた再放送の際は、この第6話がカットされたほか、劇中で歌われた曲の一部やとんねるずの有名人を元にしたネタが著作権の関係上、差し替えられていた。DVDソフト化は未だされていない。
当ドラマの翌日に放送される夕やけニャンニャンで、とんねるずが登場時に当ドラマの視聴率を言うのがお約束になっていた。
主題歌の「やぶさかでない」が1986年7月3日放送のTBS系歌番組「ザ・ベストテン」に第8位にランクインした際は静岡で映画の撮影中のため欠席したため本ドラマのNG集が放送された。放送期間中の同年5月21日に歌手デビューした島田奈美（現・島田奈央子）が、本作で木梨憲武演じる平田正美の妹「平田奈美」役で、女優としてドラマデビュー。

## キャスト
- 北原天気〈23〉：石橋貴明
主人公。帝東高校卒業後は、仕事が長続きせず職場を転々。能天気な性格でサラ金の取り立て屋などチンピラまがいの仕事をしていたが、お金をチンピラ時代の同僚の慎一にネコババ（着服）され、絶望の淵に立たされた時に、旧友・正美の仕事場・チルドレンタワーで望に出会い、美樹という恋人がいるにもかかわらず、望のために一念発起、警備員として就職する。その後企画部へ異動。
- 平田正美〈23〉：木梨憲武
主人公。天気と違い、ちょっと気弱で女に晩生な青年。帝東高校卒業後は大学に進みたかったが、伯父の勧めでチルドレンタワーに就職し、売り場では主任として働いている。正美もまた望に憧れている。親友の天気の事を誰よりも心配している。包茎だったが手術をし、後述のように初体験を済ませたが、その回の最後に手作りパンを置き土産に振られてしまう。手作りパンは「サヨナラ」の文字をかたどっていた。
- 今井望〈21〉：麻生祐未　
K大文学部3年の学生でありながら、チルドレンタワーの企画部で働く、実家は田園調布にある超お金持ちのお嬢様。天気と正美の憧れの人物。
- 古沼貞男：イッセー尾形　
正美の義兄（姉・伸子の夫）。家事全般を担当する専業主夫だが、平田家で学習塾も主催する。料理に関するこだわりは人一倍強い。
- 古沼伸子〈29〉：浅田美代子
正美の姉。チルドレンタワー経理部嘱託。おせっかいであわてん坊な性格で天気とは犬猿の仲。天気から「おばば」と呼ばれたり、「赤い風船」の音痴を真似されたりする。
- 小早川明彦〈42〉：細川俊之　
チルドレンタワーの経営者で「館長」と呼ばれている。肩書きに偏見を持たず、高卒の天気や正美の才能を見抜いている、二人にとっては兄か父のような存在。淋しがり屋で、女性には内気。
- 岡村美樹〈22〉：田中美佐子
天気の恋人の美容師。元スケバンで天気を尻に敷いている。天気が望に気があるのを知っているが、何故か黙認している。
- 瀬口実〈48〉：斎藤晴彦
私立大学夜間部を卒業。小早川の側近で天気とは犬猿の仲。天気から「おっさん」「そんなに悪かったんですか？額の癌」などとバカにされている。口癖は「何を～」。
- 坂口ひとみ：天久美智子
チルドレンタワーの店員。正美に気がありいい雰囲気になるが、根本からも狙われている。
- 清水のり子：鹿取容子
チルドレンタワーの店員。男勝りな性格。伊達から狙われている。
- 伊達高文：立川利明
企画部の社員で天気・正美の最大の天敵。超大金持ちの御曹司。望につきまとう天気と正美を疎んじている。
- 根本幸喜：水上功治
企画部の社員で、伊達の子分のような存在。しかし裏では伊達の陰口を叩く事も。
- 平田(古沼)奈美：島田奈美(新人)
正美の妹。純真で誰からも好かれる性格をしている。
- 小早川みゆき：中野みゆき(新人)
奈美の友達で、館長の娘。かなり積極的で生意気な性格をしている。
- 伊達杏子：金田知巳
奈美の友達で伊達の妹。空手が得意で天気と正美をぶちのめした事も。
- 谷山理恵：松本陽子
奈美の友達。かなり大柄な体格。
- 古沼大介：藤田哲也
- 執事：沼田爆
伊達たちが良く集うクラブ・ケネディハウスの執事。
- 富田五郎：不破万作
天気のチンピラ時代の仲間。
- 角田慎一：山田辰夫
天気のチンピラ時代の仲間。
- 川崎明子：栗原けい子
- 伊藤敏子：渡辺理砂
- 二宮幸子：美里
女子セールススタッフ
- 小坂：ビートきよし

（）

### ゲスト出演
- 藤井郁弥
- 高中正義
形成外科医役。正美の包茎手術を担当した。なぜか陰茎切除術を施そうとする。
- 塩沢とき
新宿の母役。正美には彼女が出来る、天気には出世するとの結果を出す。
- 北原佐和子
正美がバーで話しかけたことから関係が発展し、一夜を共にするが元の男と戻ってしまう。
- ハナ肇
天気と正美の恩師。仲たがいする二人を説教したり、危機に陥った伸子夫婦を救ったりする。
- 松澤一之
望の許婚のおぼっちゃまだが、望からは全く相手にされず、天気・正美・伊達・根本からボコボコにされる。
- ヒロ斉藤
借金取り役。
- 石井光三
焼き鳥屋のオヤジ役。薬局の店員。
- 真璃子

## 主題歌・挿入歌
- 「やぶさかでない」とんねるず
  - 「ドラマのエンディングみたいに…」とんねるず
  - 「恋、みーつけた」真璃子

## スタッフ
- 脚本：加藤祐司、水谷龍二、吉田秀穂、末谷真澄、鈴木亜絵美、山元清多、奥村俊雄
- 演出：赤地偉史、近藤邦勝、遠藤環、吉田秋生
- プロデューサー：近藤邦勝、遠藤環
- 音楽：高中正義ほか

## サブタイトル
| 話数 | 放送日        | サブタイトル                                               | 脚本               | 演出     |
| ---- | ------------- | ---------------------------------------------------------- | ------------------ | -------- |
| 1    | 1986年4月15日 | 第一発 中流家庭に告ぐ!                                     | 加藤祐司           | 赤地偉史 |
| 2    | 1986年4月22日 | 第二発 ガードマンにやり貝                                  | 水谷龍二           | 赤地偉史 |
| 3    | 1986年5月6日  | 第三発 羽ばたけ! ホーケー                                  | 加藤祐司           | 近藤邦勝 |
| 4    | 1986年5月13日 | 第四発 成り上がりでワルイ                                  | 末谷真澄           | 近藤邦勝 |
| 5    | 1986年5月20日 | 第五発 B席でアブナーイ                                     | 加藤祐司           | 遠藤環   |
| 6    | 1986年5月27日 | 第六発 ムチャだ! 生放送で時代劇なんて勝手にしてチョンマゲ! | 吉田秀穂           | 遠藤環   |
| 7    | 1986年6月3日  | 第七発 なるほどザ・ブロードウェイ!                         | 吉田秀穂           | 遠藤環   |
| 8    | 1986年6月10日 | 第八発 セイコーの甘きオイニ                                | 加藤祐司           | 赤地偉史 |
| 9    | 1986年6月17日 | 第九発 自殺してんじゃネェよ                                | 末谷真澄・山元清多 | 吉田秋生 |
| 10   | 1986年6月24日 | 第十発 金妻オババとボッキする若者                          | 奥村俊雄           | 吉田秋生 |
| 11   | 1986年7月1日  | 第十一発 あと2回! オバケが出るぞ                           | 加藤祐司           | 吉田秋生 |
| 12   | 1986年7月15日 | 第十二発 出世よりも友情だ                                  | 奥村俊雄           | 遠藤環   |
| 13   | 1986年7月22日 | 熱い心は忘れない                                           | 加藤祐司           | 赤地偉史 |

※1986年4月29日は、「ミュージカル『ドリーミング』」、1986年7月8日は「独占中継! リバティ―・ウイークエンドスペシャル 〜自由の女神200年祭」（いずれも19:20 - 21:54）をそれぞれ放送のため休止。